# 吉田義夫
吉田 義夫（よしだ よしお、1911年1月3日 - 1986年12月22日）は、主に1950年代から1980年代にかけて活躍した日本の俳優である。本名は同じ。
京都府京都市出身。京都市立絵画専門学校卒業。東映出身。プロモーション・プラスワンに所属していた。

## 来歴・人物
京都市立絵画専門学校（現・京都市立芸術大学）で日本画を学び、卒業後は法隆寺昭和大修理の一環として行われた金堂壁画模写事業に壁画摸写技官として参加し、入江波光画伯の指導の下、第八号壁（文殊菩薩像）を主任として担当した。失火による壁画損傷で模写事業が中止されると下鴨中学や立命館高等学校の美術講師を務めた。そうした才能を活かしてか、役者転向後は自分の衣装を自分で考えていたという。
兵役後、いくつかの劇団参加を経て、1951年に加藤泰監督の新東宝映画『剣難女難』で映画デビュー。1954年に東映京都の専属となる。175センチと当時にしては大柄な体躯と強面の人相で東映時代劇の悪役として欠かせない存在となった。
美術家出身の技術を生かし自ら手がけたメイクには定評があり、特に子供向けの時代劇では『笛吹童子』『三日月童子』『百面童子』など東千代之介主演の童子ものの悪代官役や、中村錦之助主演の冒険活劇で異国からやって来た妖術を使う好色な悪玉の親分などを得意としていた。
悪役であるにも拘わらず愛嬌があって子供たちには人気が高く、ファンレターをもらっていた。それが子供向けテレビ番組『悪魔くん』の善玉メフィスト役に繋がっている。
1960年代からはフリーとなり、大映、松竹、東宝など各社の作品に登場。TVドラマにも活動の場を広げ、時代劇や刑事ドラマでヤクザの親分などを演じる一方、1966年の子供向け特撮テレビ映画『悪魔くん』ではコミカルかつ頼もしい善玉としても活躍した。交流のあった漫画家のみなもと太郎の著書『挑戦者たち』（少年画報社）に、この時期の吉田の人物伝がある。
「悪役俳優」としての存在感は大きく、私生活においても、一度タクシーに乗ろうとしたところ、運転手に「お前のような悪党を乗せられるか」と罵られて降ろされ、石を投げられたこともあったという。
1970年代に入ると1971年の松竹『男はつらいよ 寅次郎恋歌』から主人公車寅次郎が贔屓にしている旅回り一座の座長役を演じシリーズの準レギュラーとして親しまれる。座長役の他に冒頭の寅次郎の「夢シーン」でヒーローを夢見る寅次郎に成敗される悪党役を続けて演じた。1975年の『男はつらいよ 寅次郎相合い傘』では寅次郎の夢の中で美女（寅次郎の妹さくら）に襲いかかり正義の海賊（寅次郎）にやっつけられる南蛮からやって来た奴隷船の船長を凝ったメイクを施しセルフパロディーで見せた。1986年の『男はつらいよ 幸福の青い鳥』では彼が演じた旅回りの座長が亡くなったことになっているが、これは既に吉田が病に倒れていたためであり、吉田の死の二日前の公開だった。
テレビでは1974年のNHK朝の連続テレビ小説『鳩子の海』でおじいちゃん役を好演しお茶の間の人気を得る。
晩年は、自宅で日本画を描きながら悠々自適の生活を送っていた。1986年12月22日、急性心不全のため地元・京都市内の病院で死去。75歳没。

## 出演作品

### 映画
- 剣難女難（1951年、新東宝）
- 逆襲! 鞍馬天狗（1953年、東映） - 西国屋紋兵衛
- 悪魔が来りて笛を吹く（1954年、東映） - 村岡辰三
- 新諸国物語 笛吹童子（1954年、東映） - 堂三
- 三日月童子（1954年、東映） - 加々見大五郎
- 新諸国物語 紅孔雀（1954年、東映） - 網の長者
- 百面童子（1955年、東映） - イスラム国の妖術使い バテレン坊
- 紅顔の若武者 織田信長（1955年、東映） - 柴田権六
- 旗本退屈男 謎の決闘状（1955年、東映） - 護持院大僧正隆光
- 美女と怪龍（1955年、東映） - 遠真僧
- 雄呂血の秘宝（1955年、東映） - 蒙古の奸将 打児珍
- 赤穂浪士 天の巻 地の巻（1956年、東映） - 石屋の源六・東映創立５周年記念オールスターキャスト
- 忍術左源太（1956年、東映） - 海賊 ジョンビル
- 異国物語 ヒマラヤの魔王（1956年、東映） - 盗賊 バサン
- 三つ首塔（1956年、東映） - 佐竹玄蔵
- 風雲黒潮丸（1956年、東映）- ルシアノ
- 逆襲獄門砦（1956年、東映）- 瀬川三郎兵衛
- 孫悟空（1956年、東映）- 金角大王
- 新諸国物語 七つの誓い（1956年、東映） - 山賊 オンゴ
- 任侠清水港（1957年、東映） - 岩田の庄兵衛
- 大菩薩峠（1957年、東映） - 鍛冶倉
- 水戸黄門（1957年、東映） - 根田八郎太
- 阿波おどり 鳴門の海賊 - 海上丸船長
- 少年猿飛佐助（1958年、東映動画） - 山賊の親玉・権九郎（声）
- 里見八犬伝（1959年、東映） - 蟇田権頭
- 紅顔の密使（1959年、東映） - 悪路王
- ひばり捕物帖 折鶴駕篭（1960年、東映） - 剣持小弥太
- 怪談五十三次（1960年、東映） - まむしの銀次
- 天保六花撰地獄の花道（1960年、東映） - 丈賀
- 壮烈新選組 幕末の動乱（1960年、東映） - 根岸友山
- 旗本喧嘩鷹（1961年、東映） - 金丸十郎兵衛
- 赤穂浪士（1961年、東映） - 加兵衛（珍しく善人＝畳職人の頭領）・東映創立１０周年記念オールスターキャスト
- 太平洋のGメン（1962年、東映） - 藤村
- 花と野盗の群れ（1962年、東映） - 鬼兵衛
- 伊賀の影丸（1963年、東映） - 半助
- 悪名波止場（1963年、大映） - 鬼瓦の吉
- 続・てなもんや三度笠（1963年、東映） - 平手三十郎
- 座頭市喧嘩旅（1963年、大映） - 留五郎
- 続隠密剣士（1964年、東映） - 幻幽斎
- ガメラシリーズ（大映）
  - 大怪獣ガメラ（1965年） - エスキモー長老
  - ガメラ対深海怪獣ジグラ（1971年） - 仁右衛門
- 望郷と掟（1966年、松竹） - バーの親父
- 女は復讐する（1966年、松竹）
- 大殺陣 雄呂血（1966年、大映）
- 佐々木小次郎（1967年、東宝） - 穴吹天魔
- 春日和（1967年、松竹）
- 妖怪百物語（1968年、大映） - 重助
- みな殺しの霊歌（1968年、松竹） - 清の父
- わが闘争（1968年、松竹） - 堤又士
- ダンプ・ヒップ・バンプ くたばれ野郎ども（1969年、大映） - 猪熊伝八郎
- 座頭市あばれ火祭り（1970年、大映） - 妾市の元締
- ゴジラ対ヘドラ（1971年、東宝） - 伍平爺さん[5][2]
- 男はつらいよ（松竹）
  - 男はつらいよ 寅次郎恋歌（1971年） - 坂東鶴八郎
  - 男はつらいよ 柴又慕情（1972年） - 夢の中の親分
  - 男はつらいよ 寅次郎夢枕（1972年） - 長七郎親分
  - 男はつらいよ 寅次郎忘れな草（1973年） - 吾作
  - 男はつらいよ 私の寅さん（1973年） - 親分
  - 男はつらいよ 寅次郎恋やつれ（1974年） - 老紳士
  - 男はつらいよ 寅次郎相合い傘（1975年） - 奴隷商
  - 男はつらいよ 葛飾立志篇（1975年） - 旦那
  - 男はつらいよ 寅次郎純情詩集（1976年） - 座長
  - 男はつらいよ 寅次郎と殿様（1977年） - 党首
  - 男はつらいよ 寅次郎頑張れ!（1977年） - 車家の執事（夢の中）、旅回り一座の座長
  - 男はつらいよ 噂の寅次郎（1978年） - おさくの父親（夢の中）
  - 男はつらいよ 寅次郎かもめ歌（1980年） - 夢の中の代官
- 仁義なき戦い 頂上作戦（1974年、東映） - 義西会・岡島組長（小池朝雄）の恩師
- アフリカの光（1975年、東宝） - 千代松
- 金環蝕（1975年、東宝） - 小坂老人
- 絶唱（1975年、東宝） - 源助
- 君よ憤怒の河を渉れ（1976年、松竹） - 古谷
- はだしのゲン（1976年、共同映画） - 屋敷の主人
- やくざの墓場 くちなしの花（1976年、東映） - 山城剛志
- ドカベン（1977年、東映） - じっちゃん
- 俺の空（1977年、東宝） - 山崎組長
- 俺は上野のプレスリー（1978年、松竹） - 座長
- 夢みるように眠りたい（1986年、映像探偵社） - 松之肋

他

### テレビドラマ
- てなもんや三度笠（1962年、朝日放送）
- 隠密剣士（1962年 - 1965年、TBS） - 根来忍者頭領
- 三匹の侍（フジテレビ）
  - 第1シリーズ 第25話「殺法無頼」（1963年）
  - 第2シリーズ 第23話「江戸大逆」（1965年）
  - 第4シリーズ（1966年）
    - 第1話「吠えろ剣」 - 仁科兵部
    - 第13話「抜け忍非情」 - 松爺

  - 第5シリーズ 第9話「鶴之助参る」（1967年） - 吾平
  - 第6シリーズ 第18話「裏切りの季節」（1969年） - 助左衛門
- 特別機動捜査隊（NET）
  - 第185話「どぶ鼠」（1965年） - 杉本
  - 第196話「望郷」（1965年）
  - 第286話「女と赤電話」（1967年） - 須山
  - 第362話「車椅子」（1968年） - チンドン屋（メフィストの扮装）※友情出演
  - 第392話「残月のブルース」（1969年） - 瀬戸内政吉
  - 第467話「花火と女」（1970年） - 白坂
  - 第470話「苦い十五年」（1970年） - 舟木
  - 第543話「みな殺しの詩」（1972年） - 西村
  - 第560話「放浪への脱出」（1972年） - 流雲
  - 第575話「真実への出発」（1972年） - 小西
  - 第583話「初笑いトバッチリ三船班」（1973年） - 吉川
  - 第607話「砂の塔」（1973年） - 久保田
  - 第621話「日本刀を斬る」 (1973年） - 逸見
  - 第654話「矢崎班緊急出動せよ」(1974年)  - 用務員 ※友情出演
  - 第698話「欲望という河」（1975年） - 田辺
- 松本清張シリーズ / 或る「小倉日記」伝（1965年、関西テレビ）  - てるの叔父
- ライオン奥様劇場 / 続芸者っ子・下町育ち（1965年、フジテレビ）
- ザ・ガードマン（TBS）
  - 第35話「姿なき眼」（1965年）
  - 第87話「檻の中の女」（1966年）
- 大河ドラマ（NHK総合）
  - 太閤記（1965年） - 蜂須賀七内
  - 源義経（1966年） - 宇野二郎清治
  - 竜馬がゆく（1968年） - 山中六右衛門
- 土曜日の虎 第18話「ニューヨークから来たスパイ」（1966年、TBS） - 関専務（太陽証券）
- 悪魔くん（NET） - 悪魔メフィスト（兄）
  - 第1話「妖怪ガンマー」 - 第10話「シバの大魔神」（1966年）
  - 第19話「地獄脱出作戦」（1967年）
- 新吾十番勝負 第29話「剣魔」（1967年、TBS / 松竹テレビ室）- 政五郎
- 俺は用心棒 第21話「おっかあの唄」（1967年、NET） - 国兵ヱ
- 忍者ハットリくん+忍者怪獣ジッポウ 第21話「妖術との対決でござる」（1967年、NET） - 石川五九六（怪盗）
- ウルトラセブン 第20話「地震源Xを倒せ」（1968年、TBS） - 岩村博士
- 怪奇大作戦 第12話「霧の童話」（1968年、TBS） - 平八老人
- 風 第23話「地獄の沙汰」（1968年、TBS）
- 日本剣客伝 第4話「塚原卜伝」（1968年、NET） - 岡本三河坊俊幸
- 風来坊 第6話「二足の草鞋はごめんだぜ」（1968年、フジテレビ）
- 無用ノ介 第2話「無用ノ介の首500両也」（1969年、日本テレビ） - 忠次
- 天を斬る 第8話「旅先の女」（1969年、NET）
- 素浪人 花山大吉（NET）
  - 第10話「坊さんまるまる損をした」（1969年） - 了覚
  - 第40話「目玉が火事でもてていた」（1969年） - 天安先生
  - 第47話「夜になるほど強かった」（1969年） - 熊吉
  - 第76話「大金持ちほどケチだった」（1970年） - 源助
  - 第94話「お墓に小判が眠っていた」（1970年） - 日動
- 紅つばめお雪 第9話「悪さもさじ加減」（1970年、NET） - 芹沢群太夫
- 細うで繁盛記（1970年 - 1971年、よみうりテレビ） - 主人公（新珠三千代）の舅
- 千葉周作 剣道まっしぐら 第15話「とんだ男にほれられて・・・・」（1971年、TBS）- 治平
- 青空浪人（1971年、日本テレビ） - 利平
- 時間ですよ（1971年、TBS）-家主
- 大江戸捜査網（12ch→テレビ東京）
  - 第19話「怪盗・江戸を駈ける男」（1971年） - 大泥棒・音無しの吉兵衛
  - 第77話「走れ! 娘飛脚」（1972年） - 飛脚問屋・吉野屋長右衛門
  - 第156話「謎の男を追え!」（1974年） - 地獄耳の喜作
  - 第167話「必死の金庫破り」（1974年） - 濱屋太兵（素通しの七兵衛）
  - 第193話「命預けた怨み節」（1975年） - 目明し・岩吉親分
  - 第211話「幻の殺人者」（1975年） - 利兵ヱ
  - 第301話「壮烈! 首領、暁に死す」（1977年） - 寺の住職
  - 第374話「姿なき目撃者」（1979年） - 越前屋
  - 第489話「おんな湯殺人事件」（1981年） - 長屋の住人
  - 新 大江戸捜査網 第3話「からくり極悪絵図」（1984年） - 年寄
- 銭形平次 第254話「虎の穴」（1971年、フジテレビ） - 竜源
- ポーラテレビ小説 （TBS）
  - お登勢（1971年） - 儀平
  - 文子とはつ（1977年） - 瀬川
- 軍兵衛目安箱 第3話「脱牢者の待つ道」（1971年、NET） - 庄兵ヱ
- おくさまは18歳 第51話「海沼先生やめないで」（1971年、TBS）
- おらんだ左近事件帖 第16話「五年目の恋」（1972年、フジテレビ） - 駒木孫太夫
- 大岡越前（TBS / C.A.L）
  - 第2部 第19話「新助そばの悲願」（1971年9月20日） - 唐津屋重蔵
  - 第4部 第12話「暗闇八百八町」（1974年12月23日） - 惣兵衛
  - 第5部 第6話「足を洗った女」（1978年3月13日） - 喜助
- キイハンター（1972年、TBS）
  - 第209話「がい骨は赤と緑のパンツが大好き!」 - 中条忠助
  - 第247話「食いしん坊ギャング 南国道中記」
- 遠山の金さん捕物帳（NET）
  - 第94話「大阪から来た男」（1972年） - 市助
  - 第136話「泣きぼくろに惚れた男」（1973年） - 六兵衛
- なんたって18歳! 第31話「あこがれのポテトプリンス」（1972年、TBS）
- 超人バロム・1 第21話「魔人クチビルゲがバロム・1を食う!!」（1972年、よみうりテレビ） - 天知大五郎（魔人クチビルゲ）
- シークレット部隊 第24話「恋の泥棒作戦」（1972年、TBS） - 満田の親爺（元・助川組）
- 赤ひげ 第30話「人情裏長屋」（1973年、NHK総合）
- 旅人異三郎 第9話「二つの心が木曽路に誓った」（1973年、12ch） - 源蔵
- どっこい大作（1973年、NET） - 鬼頭親分
- いただき勘兵衛 旅を行く（1973年 - 1974年、NET） - 隠密・貧乏神
- 連続テレビ小説 鳩子の海（1974年、NHK総合） - 軍吉（祖父）
- 水戸黄門（TBS / C.A.L）
  - 第1部 第19話「どっこい生きてた湊川 -兵庫-」（1969年12月8日） - 金駒の丈八
  - 第4部 第25話「狙われた弥七 -仙台-」（1973年7月9日） - 茶店のおやじ甚助・血桜十兵衛
  - 第5部 第21話「幽霊船の怪 -下関-」（1974年8月26日） - 長門一水斎
  - 第6部 第22話「父恋し伊勢参り -伊勢-」（1975年8月25日） - 赤猿の陣兵衛
  - 第8部 第20話「虚無僧の密書 -洲本-」（1977年11月28日） - 与平
  - 第9部 第10話「風雲久保田城 -秋田-」（1978年10月9日） - 義兵衛
  - 第10部 第6話「天下の怪盗光右衛門 -駿府-」（1979年9月17日） - 大泥棒・文珠の光蔵
- 唖侍 鬼一法眼 第18話「野盗と花と子供たち」（1974年、日本テレビ） - 主人
- 右門捕物帖 第27話「おんな陶模」（1974年、NET） - 吉兵衛
- ライオン奥様劇場 / 妻の過去（1974年、フジテレビ）
- 家なき子（1974年、TBS） - 木原松太郎
- 日本沈没 第21話「火柱に散る、伊豆大島」（1975年、TBS） - おじいちゃん
- 傷だらけの天使 第24話「渡辺綱に小指の思い出を」（1975年、日本テレビ） - 小谷（銀竜会組長）
- けんか安兵衛 第8話「遠い赤ちょうちん」（1975年、関西テレビ） - 与平
- がんばれ!!ロボコン 第54話「キタリコン!ロボコン北海道へ行く」・第55話「フギヨモゲラ!D51空を飛ぶ」（1975年、NET） - 治平（SLじいさん）
- ザ★ゴリラ7 第26話「ゴリラ破産宣告大戦争」（1975年、NET）
- Gメン'75（TBS）
  - 第30話「追跡と逃亡! 石狩挽歌」（1975年） - 竹下留造
  - 第84話「三本指の刑事」（1976年） - 屋台ラーメン屋の主人
  - 第153話「魚の戦争」（1978年） - 岩下和助
  - 第213話「ニューカレドニアの逃亡者」、第214話「ニューカレドニア大追跡」（1979年） - 秋永富太郎
- 破れ傘刀舟 悪人狩り（1975年、NET）
  - 第46話「鞭を振る女」 - 源吉
  - 第54話「男沼・女沼・恋の沼」 - 江戸屋源兵衛
- 鬼平犯科帳 第23話「盗人姉妹」（1975年、NET） -　焼野の源蔵
- TOKYO DETECTIVE 二人の事件簿 第33話「結婚に殺された女」（1975年、朝日放送）
- 十手無用 九丁堀事件帖 第14話「恋に咲く花唐津湾」（1976年、日本テレビ） - 西海屋
- 必殺シリーズ（朝日放送 / 松竹）
  - 必殺仕業人 第26話「あんたこの心眼をどう思う」（1976年） - 仏師六兵衛
  - 江戸プロフェッショナル・必殺商売人 第13話「裏の稼業にまた裏稼業」（1978年） - 重右エ門
- 非情のライセンス 第2シリーズ 第64話「兇悪の失恋」（1976年、NET） - 壷振り勘八
- 夜明けの刑事 第82話「裏切りの烙印に賭ける!!」（1976年8月25日、TBS / 大映テレビ）
- 伝七捕物帳（日本テレビ）
  - 第63話「見合いをした女」（1975年）- 弥吉
  - 第78話「娘さらい お化け騒動」（1975年）- 三右衛門
  - 第104話「無実の獄門」（1976年）- 山形屋
  - 第115話「同祖神は何を見た」（1976年）- 近江屋
  - 第159話「長屋に咲いた夫婦花」（1977年） - 鉄五郎
- 遠山の金さん 第1シリーズ（テレビ朝日）
  - 第79話「巡礼お勝参上」（1977年） - 佐兵衛
  - 第101話「誰がための五百両」（1977年）- 角屋源兵衛（質屋）
- 横溝正史シリーズ / 悪魔が来りて笛を吹く（1977年、毎日放送） - 慈道
- スーパー戦隊シリーズ（テレビ朝日）
  - ジャッカー電撃隊 第30話「死を呼ぶ暗号! 猛毒コブラツイスト」（1977年） - 浜戸院長
  - 電子戦隊デンジマン 第35話「謎のはたおり姫」（1980年） - 戸川六助
- 同心部屋御用帳 江戸の旋風III 第45話「はぐれ鳥の子守唄」（1978年、フジテレビ）
- 若さま侍捕物帳 第15話「参上!! 吸血鬼」（1978年、テレビ朝日） - 相模屋
- 特捜最前線 第68話「誘拐・東京 - 函館縦断捜査!」（1978年、テレビ朝日） - 遠藤丈吉（元巡査）
- 大空港 第19話「夕陽の銃撃戦! 幼い恋人が叫ぶ・その人を撃たないで」（1978年、フジテレビ） - 坪内老人（なお子の祖父）
- 新五捕物帳 第52話「裏切られた女」（1978年12月26日、日本テレビ / ユニオン映画）- 忠七
- 柳生一族の陰謀 第35話「亡霊は深夜にすすり泣く」（1979年、関西テレビ） - 長雲
- 半七捕物帳 第14話「小女郎狐」（1979年、テレビ朝日 / 歌舞伎座テレビ）
- てだのふあ・おきなわ亭（1979年、毎日放送） - オジやん
- 日本名作怪談劇場 第1話「怪談 累ヶ淵」（1979年、12ch）- 宗悦
- 吉宗評判記 暴れん坊将軍 第133話「聞いてちょ! 爺ちゃん若様評判記」 （1980年、テレビ朝日） - 道玄和尚
- ぼくら野球探偵団 第6話「赤マント 警視総監に挑戦」（1980年、東京12ch） - 警視総監 / 警視総監の兄（二役）
- 斬り捨て御免! 第1シリーズ・第12話「江戸を走る通り魔」（1980年6月25日、東京12ch）
- 熱中時代 先生編 第2シリーズ 第12話「熱中先生と自転車泥棒」（1980年、日本テレビ） - 須永平太郎
- 鬼平犯科帳（テレビ朝日 / 中村プロ / 東宝）
  - 第1シリーズ 第11話「剣客」（1980年） - 富蔵
  - 第3シリーズ 第8話「白と黒」（1982年） - 焼野の源蔵
- 土曜ワイド劇場 / 悪魔を見た家族（1981年、テレビ朝日）
- 同心暁蘭之介 第2話「明日なき逃亡」（1981年、フジテレビ） - 大坊与左衛門
- 太陽にほえろ! 第495話「意地ッ張り」（1982年、日本テレビ） - 野口老人
- 陽あたり良好! 第1話「ひだまり荘の下宿人」（1982年、日本テレビ）
- 源九郎旅日記 葵の暴れん坊 第26話「月に帰った三度笠」（1982年、テレビ朝日 / 東映） - 吉野屋伊兵ヱ
- 月曜ドラマランド / どっきり天馬先生(12)（1983年、フジテレビ）

### バラエティ番組など
- スター漫才選手権（毎日放送）京唄子、鳳啓助とトリオ漫才を披露。
- 11PM（よみうりテレビ）悪役特集で出演、知られざる特技として墨絵を描く。
- ほんものは誰だ!（日本テレビ）元美術教師を当てる問題で登場、かつての教え子とご対面。
- 今夜は最高!（1981年、日本テレビ）タモリ、関根恵子とコントも演じる。
- 只今現役中！若い奴らをぶっとばせ（1982年、テレビ東京）超ベテラン芸能人と安部徹、藤山一郎、淡谷のり子らと出演。

### 舞台
- おりん口伝（1968年、東京芸術座に客演）
- 蟹工船（1968年、東京芸術座に客演）

### CM
- 旭松食品（1975年頃）

## 著書
- 『波光先生を想う』（序・田中日佐夫）自費出版 1978